# Cindy Williams
Pour les articles homonymes, voir Williams.
Cindy Williams, née le 22 août 1947 à Van Nuys (Californie) et morte le 25 janvier 2023, est une actrice américaine.
Elle a également été ponctuellement productrice et réalisatrice.

## Biographie
Elle est surtout connue pour avoir incarné Laurie Henderson, la petite amie de Steve Bolander (incarné par Ron Howard) dans le film culte American Graffiti.
Mariée avec Bill Hudson de 1982 à 2000, elle est la mère de deux enfants.
Elle succombe à une courte maladie à l'âge de 75 ans.

## Filmographie

### Comme actrice
- 1971 : Gas-s-s-s : Marissa
- 1971 : Vas-y, fonce (Drive, He Said) : Manager's girlfriend
- 1971 : The Funny Side (série télévisée) : Teenage Wife
- 1972 : Attention au blob ! (Beware! The Blob)
- 1972 : Voyages avec ma tante (Travels with My Aunt) : Tooley
- 1973 : The Killing Kind : Lori
- 1973 : American Graffiti : Laurie Henderson
- 1974 : Les Vagabonds du nouveau monde (The Migrants) (TV) : Betty
- 1974 : Conversation secrète (The Conversation) : Ann
- 1975 : Mr. Ricco de Paul Bogart : Jamison
- 1976 : The First Nudie Musical : Rosie
- 1976-1982 : Laverne et Shirley  (série télévisée) : Shirley Feeney
- 1978 : Suddenly, Love (TV) : Regina Malloy
- 1979 : American Graffiti, la suite (More American Graffiti) de Bill Norton : Laurie Bolander
- 1981 : Laverne and Shirley in the Army (série télévisée) : Shirley Feeney (voix)
- 1982 : The Mork & Mindy/Laverne & Shirley with the Fonz Show (série télévisée) : Shirley (voix)
- 1983 : The Creature Wasn't Nice : Annie McHugh
- 1985 : Fantasmes (When Dreams Come True) (TV) : Susan Matthews
- 1985 : UFOria : Arlene Stewart
- 1986 : S.V.P. Enfants ! (TV) : Lisa Burke
- 1986 : The Leftovers (TV) : Heather Drew
- 1988 : Save the Dog! (TV) : Becky
- 1988 : Tricks of the Trade (TV) : Catherine
- 1989 : Big Man on Campus : Diane Girard
- 1989 : Une vraie petite famille (série télévisée)
- 1989 : Rude Awakening : June
- 1990 : Perry Mason: The Case of the Poisoned Pen (TV) : Rita Sue Bliss
- 1990 : Normal Life (série télévisée) : Anne Harlow
- 1990 : Menu for Murder (TV) : Connie Mann
- 1991 : Earth Angel (TV) : Judith
- 1991 : Bingo : Natalie Devlin
- 1993 : Les Mamans cool (série télévisée) : Cathy Hale
- 1994 : Escape from Terror: The Teresa Stamper Story (TV) : Wanda Walden
- 1996 : The Stepford Husbands (TV) : Caroline Knox
- 1997 : Girls Across the Lake (série télévisée)
- 1997 : The Joy of Natural Childbirth : Cindy
- 1997 : Voici Wally Sparks (en) (Meet Wally Sparks) de Peter Baldwin : Emily Preston
- 1999 : The Patty Duke Show: Still Rockin' in Brooklyn Heights (TV) : Sue Ellen
- 2000 : Strip Mall (série télévisée) : Cindy Williams
- 2002 : The Biggest Fan : Debbie's Mom
- 2004 : TV's Greatest Sidekicks (TV) : Host
- 2004 : New York, unité spéciale : April Hodges (saison 5, épisode 19) : Nora Hodges
- 2013 : Sam et Cat : une des deux créatrices d'une émission TV pour enfant nommée "Salmon Cat".

### Autres
- 1981 : Laverne et Shirley  (série télévisée ; épisode Sing, Sing, Sing) - réalisatrice
- 1991 : Le Père de la mariée (Father of the Bride) - productrice

## Distinctions
Elle partage une étoile du Walk of Fame avec Penny Marshall depuis le 12 août 2004, au 7021 Hollywood Blvd.

### Récompenses
- Primée aux TV Land Awards de 2003 comme Working Stiff of the Year pour Laverne et Shirley (1976-), partagé avec Penny Marshall

### Nominations
- Nommée aux BAFTA Awards de 1975 en vue de la récompense de meilleure actrice dans un second rôle (Best Supporting Actress) pour American Graffiti (1973)
- Nommée aux Golden Globes de 1978 en vue de la récompense de meilleure actrice de télévision (Best TV Actress - Musical/Comedy) pour Laverne et Shirley (1976)